# Ed Gein: The Butcher of Plainfield
Ed Gein: The Butcher of Plainfield (česky přeloženo Ed Gein: řezník z Plainfieldu) je americký filmový horor z roku 2007, který režíroval Michael Feifer. Vychází ze zločinů sériového vraha Eda Geina podobně jako další filmy Texaský masakr motorovou pilou (režie Tobe Hooper) nebo Psycho (režie Alfred Hitchcock).

## Herecké obsazení
| Kane Hodder       | Ed Gein                                             |
| Adrienne Frantz   | Erica - dcera šerifa a přítelkyně policisty Bobbyho |
| Shawn Hoffman     | Bobby Mason - policista                             |
| Timothy Oman      | šerif                                               |
| Caia Coley        | Sue Laytonová - barmanka                            |
| Michael Berryman  | Jack - Edův pomocník při rabování hrobů             |
| Priscilla Barnes  | Vera Mason - Bobbyho matka                          |
| John Burke        | Rick Layton - manžel Sue                            |
| Matteo Indelicato | policejní zástupce Coley                            |
| Stan Bly          | policejní zástupce Lyle                             |
| Deborah Flora     | Sylvia Anguerson                                    |
| Kendal Sheppard   | Becky                                               |
| Mike Korich       | Avary - syn pumpaře                                 |
| Jay Wilkins       | ostraha hřbitova                                    |

## Děj
V úvodu filmu marně bojuje zraněná mladá dívka s Edem Geinem. Ten ji omráčí nějakým předmětem. Když se dívka probere z bezvědomí, je zavěšená za kůži na ramenou na dvou hácích ve stodole, všude kolem jsou torza těl, vypreparované obličeje, lidské lebky, zkrvavené řezné zbraně, řetězy, ... Dívka se začne v šoku zmítat na hácích až se jí přetrhne kůže na ramenou a ona dopadne na zem. Snaží se utéci, ale Gein ji snadno dostihne.
Mladý policista Bobby nalezne na silnici opuštěný automobil s otevřenými pravými dveřmi a zakrvaveným sklem. Informuje policejní stanici. Podle nalezených věcí vše nasvědčuje tomu, že auto patřilo mladé přibližně osmnáctileté dívce. Mladý policista chce pokračovat v pátrání, ale šerif jej krotí. Nedávno byl Bobby povýšen na zástupce šerifa. Večeří společně s matkou Verou a svou přítelkyní Ericou (dcerou šerifa). Necítí velkou radost z povýšení, štve jej, že nemůže pomoci dívce, která byla přepadena a ještě je možná naživu. Později Ed Gein se svým pomocníkem Jackem v noci vykrádá hroby. Jackovi (který vypadá prostomyslně) se to moc nezamlouvá, obává se, že je to protizákonné. Když cestou zpátky oznámí Geinovi, že už to příště nebude dělat, ten jej napadne lopatou a přiváže za svůj automobil. Odvleče jej na svou farmu. Cestou mine policejní vůz Bobbyho, který se uvnitř mazlí s Ericou. Bobby si nevšimne přivázaného těla, říká Erice, že je to místní podivín Gein, kterému před rokem zemřel bratr a matka, na kterou byl dost fixovaný. Erica ho lituje. Bobby jí pak věnuje řetízek se srdíčkem na krk.
Gein jde mezitím s pytlem podél hřbitova, kde jej zastaví ostraha hřbitova. Říká mu, že je na soukromém pozemku a musí se vrátit. Když Geinovi vypadnou z pytle uřízlé lidské končetiny a hlavy, muž na něj vytáhne pistoli. Není však dost obezřetný a sériový vrah jej zabije. 
V místní hospodě si ve dne objedná karamelovou limonádu. Barmanka Sue Laytonová mu ji přinese. V hospodě jsou ještě dva lidé, muž se ženou. Když si žena všimne, že je Gein pozoruje, znejistí a přesvědčí partnera, aby se zvedli k odchodu. Venku ještě zahlédne, jak Gein líbá barmanku. To je však její domněnka, Gein ji právě škrtí. Pak ji odveze k sobě domů, kde ji ve stodole (ještě je živá) odřízne končetiny a trup stáhne z kůže. 
Její manžel Rick ji pohřešuje a žádá vyhlášení pátrání. Šerif se zmíní, že byla viděna, jak líbá cizího muže. To Rick popírá, tvrdí, že by ho Sue nikdy nepodvedla. Bobby doma varuje matku, aby byla opatrná, je to už druhý případ zmizení v okrsku. Jeho matka Vera prodává v místním železářství. Chystá se otevřít obchod, zvenku ji pozoruje Ed Gein. Chce dovnitř, ale Vera jej nepustí, ještě neotvírá. Gein se ale stejně dovnitř nějak dostane a vyleká Veru. Ta nakonec souhlasí, aby si nakoupil. Při nákupu se řízne o list pily, ale nenechá si ránu ošetřit. Při placení má vidiny, že mluví se svou matkou, která ho peskuje. Nereaguje na Veřiny slova, jestli je v pořádku. Po chvíli se vzpamatuje, zaplatí a kvapně odchází pryč.
Bobby odjíždí obhlédnout lokál, kde pracovala Sue. Bere s sebou i Ericu, protože má o ni strach. Pak jedou společně do vedlejšího okrsku, kde stráví celý den. Mezitím se pohřešuje i Bobbyho matka Vera. Šerif volá tuto zprávu vysílačkou Bobbymu, který jede okamžitě s Ericou zpátky. Ve vysoké rychlosti havaruje a Erica se vážně zraní. Vysílačka je poškozená a Bobby jde pro pomoc. Když se mu ji podaří sehnat a přijede s lidmi na místo, Erica už tam není. Našel ji Ed Gein a odvlekl ji do své stodoly. Erica chvílemi blouzní, chvílemi vnímá. Ed jí narovná zlomenou kost a zafixuje jí nohu do dlahy z trámku. Šerif se mezitím dozvěděl zásadní informaci od syna pumpaře, který viděl projíždět Eda Geina v jeho dodávce, přičemž zahlédl v autě ženskou nohu. Šerif se svými zástupci a panem Laytonem se vydávají okamžitě ke Geinovu domu. Nervózní Bobby konečně dorazí a řekne šerifovi, co se stalo a že Erica zmizela. Šerif je šokován, jde teď o jeho dceru. Policisté jdou do domu, kde jeden z nich objeví v kuchyni pověšenou kůži Sue Laytonové včetně jejího obličeje. Šerif přikáže Bobbymu, aby zůstal venku a jde s ostatními do stodoly. Ví, že tam najde další oběť, Bobbyho matku Veru a nechce, aby ji Bobby viděl. Neplete se, zakrvácené bezruké torzo Very visí hlavou dolů ze stropu. 
Policisté pátrají po Erice. Gein je nedaleko, ještě ji nezabil. Bobby najde její řetízek a pak zaslechne její volání. Erice se v nestřežený moment podařilo Geina uhodit kamenem do tváře a upozornit na sebe. Ed Gein ji chce zastřelit, ale její snoubenec doběhne právě včas, aby mu stačil zbraň strhnout bokem. Na místo přiběhnou už i ostatní. Bobby chce pomstít smrt své matky a Geina zastřelit, ale nakonec se ovládne a neudělá to.
V závěru filmu se na obrazovce objeví text:
Ed Gein byl obviněn z deseti vražd, ale odsouzen jen za dvě. Nakonec byl shledán mentálně nepřizpůsobilým stanout před soudem a odsouzen k doživotnímu vězení bez možnosti propuštění. Zbytek svého života strávil v psychiatrických léčebnách. V průběhu následujících let se z něj stal vzorný pacient. Nikdy už nikomu neublížil. V roce 1984 prohrál boj s rakovinou a zemřel ve své cele.